# حفاصيات
الحفَّاصيَّات (الاسم العلمي: Pelomedusidae)، فصيلة من سلاحف المياه العذبة التي تعيش في أفريقيا جنوب الصحراء الكبرى، وتضم نوع واحد فقط، سلحفاة مخوذة إفريقية (Pelomedusa subrufa)، الموجودة أيضًا في اليمن. يتراوح حجمها بين 12 و45 سم (4.7 إلى 17.7 بوصة) في طول الذبل، وهي مستديرة الشكل بشكل عام. وهي لا تستطيع على سحب رأسها بالكامل إلى صدفتها، وبدلاً من ذلك تجرها إلى الجانب ووتطويها أسفل الحافة العلوية لصدفتها، ولذلك يطلق عليها السلاحف الجانبية الرقبة الإفريقية.